# Dahir Adan Elmi
Dahir Adan Elmi, in somalo Daahir Aadan Cilmi (Galcaio, gennaio 1948), è un politico e generale somalo.

## Carriera

### Campagna di Ogaden
Sotto il comando del colonnello Ali Hussein, Elmi ha portato i battaglioni corazzati dell'Esercito nazionale somalo (SNA) nel fronte Qabri Dahare durante la fine del 1970 della campagna di Ogaden. Qabri Dahare era la seconda città a cadere durante l'offensiva. La guerra era parte di un piano più ampio della SNA di unire tutti i territori abitati somali nella regione del Corno d'Africa in una Grande Somalia (Soomaaliweyn).

### Capo dell'esercito
Il 13 marzo 2013, Elmi è stato nominato capo dell'esercito durante una cerimonia di trasferimento a Mogadiscio, dove ha sostituito il generale Abdulkadir Sheikh Dini. Abdirisaq Khalif Hussein fu impiegato come vice capo dell'esercito di Elmi.
Elmi concluse l'incarico come capo dell'esercito il 25 giugno 2014, quando lui e il suo vice generale Hussein vengono trasferiti con decreto presidenziale in altre posizioni. Il riordino era parte di una più ampia riforma della sicurezza nazionale. Gli successe come capo dell'esercito, il generale Abdullahi Anod, ex comandante dell'unità della guardia presidenziale, il generale Abdullahi Osman Agey venne contemporaneamente nominato nuovo Vice Capo dell'esercito